# Einsiedeln

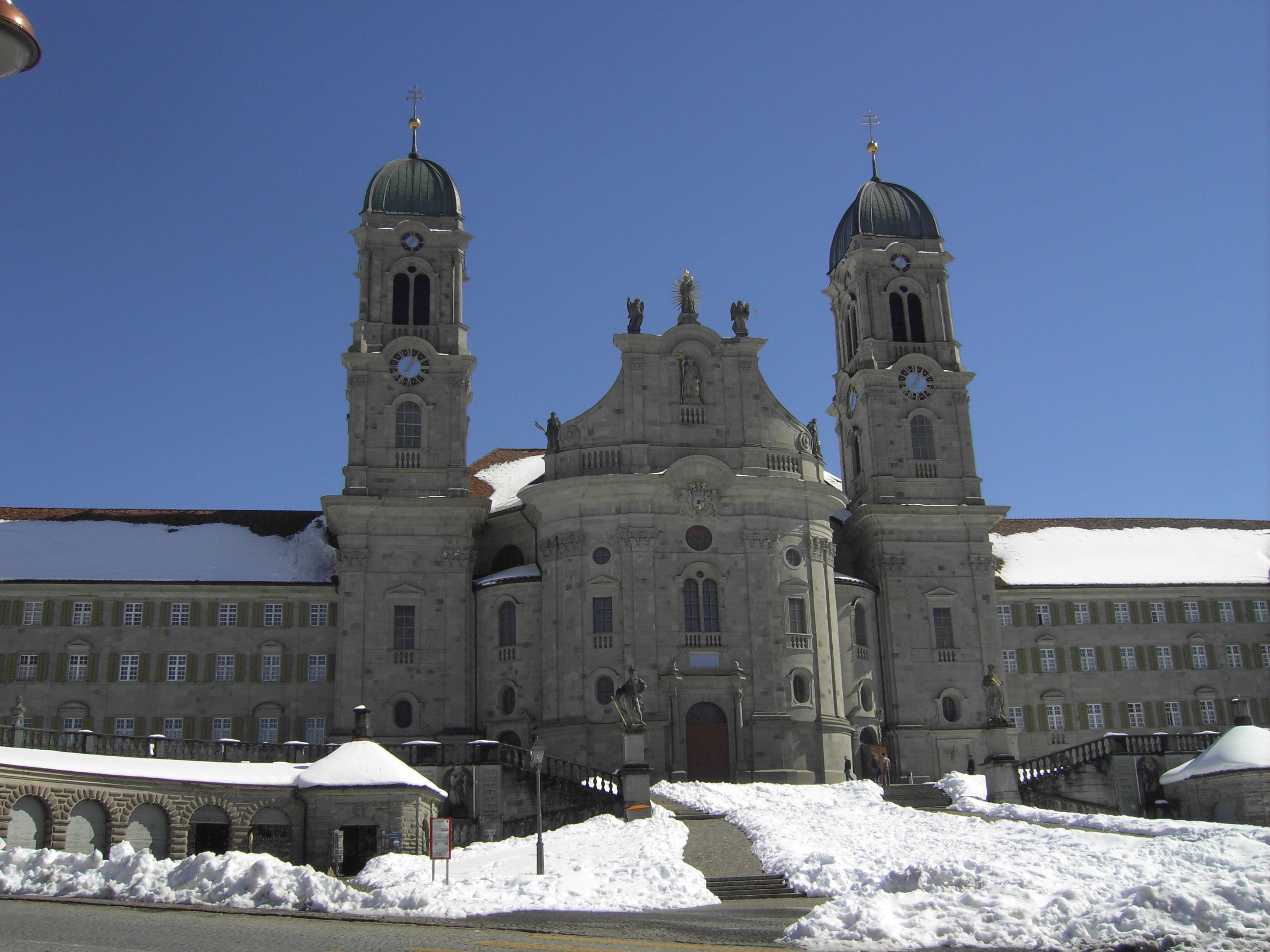
Einsiedeln

Einsiedeln é uma comuna da Suíça, no Cantão Schwyz, com cerca de 13.011 habitantes. Estende-se por uma área de 110,36 km², de densidade populacional de 118 hab/km². Confina com as seguintes comunas: Alpthal, Altendorf, Feusisberg, Freienbach, Innerthal, Oberägeri (ZG), Oberiberg, Rothenthurm, Unteriberg, Vorderthal. 
A língua oficial nesta comuna é o Alemão.